# Добринська сільська рада (Володарсько-Волинський район)
Добринська сільська рада — колишня адміністративно-територіальна одиниця та орган місцевого самоврядування у Фасівському, Потіївському і Володарсько-Волинському районах Коростенської і Волинської округ, Київської й Житомирської областей Української РСР та України з адміністративним центром у с. Добринь.

## Населені пункти
Сільській раді були підпорядковані населені пункти:
- с. Добринь
- с. Губенкове
- с. Гута-Добринь
- с. Ємилівка

## Населення
Кількість населення ради, станом на 1923 рік, становила 1 450 осіб, кількість дворів — 210.
Відповідно до результатів перепису населення СРСР, кількість населення ради, станом на 12 січня 1989 року, становила 951 особу.
Станом на 5 грудня 2001 року, відповідно до перепису населення України, кількість мешканців сільської ради становила 854 особи.

## Склад ради
Рада складалась з 14 депутатів та голови.

## Керівний склад сільської ради
| ПІБ                          | Основні відомості                                                               | Дата обрання | Дата звільнення |
| ---------------------------- | ------------------------------------------------------------------------------- | ------------ | --------------- |
| Яворенко Світлана Євгеніївна | Сільський голова, 1972 року народження, освіта середня спеціальна, позапартійна | 26.03.2006   | 31.10.2010      |
| Яворенко Світлана Євгеніївна | Сільський голова, 1972 року народження, освіта середня спеціальна, позапартійна | 31.10.2010   |                 |

Примітка: таблиця складена за даними джерела

## Історія
Створена 1923 року в складі с. Добринь та колонії Губенка (Губенкове) Фасівської волості Житомирського повіту Волинської губернії.
Станом на 1 вересня 1946 року сільська рада входила до складу Потіївського району Житомирської області, на обліку в раді перебували села Губенкове та Добринь.
11 серпня 1954 року, внаслідок виконання указу Президії Верховної ради УРСР «Про укрупнення сільських рад по Житомирській області», сільську раду ліквідовано, територію та населені пункти приєднано до складу Ємилівської сільської ради Потіївського району. Відновлена 13 січня 1969 року в складі Володарсько-Волинського району, відповідно до рішення Житомирського облвиконкому № 16 «Про зміни в адміністративному підпорядкуванні деяких населених пунктів області», внаслідок перенесення адміністративного центру Ємилівської сільської ради із с. Ємилівка до с. Добринь з відповідним перейменуванням ради, з підпорядкуванням сіл Губенкове, Гута-Добринь, Добринь та Ємилівка.
На 1 січня 1972 року сільська рада входила до складу Володарсько-Волинського району Житомирської області, на обліку в раді перебували села Губенкове, Гута-Добринь, Добринь та Ємилівка.
Припинила існування 12 листопада 2015 року через об'єднання до складу Іршанської селищної територіальної громади Хорошівського району Житомирської області.
Входила до складу Фасівського (7.03.1923 р.), Потіївського (23.09.1925 р.) та Хорошівського (Володарсько-Волинського, 13.01.1969 р.) районів.